# Christian Allard

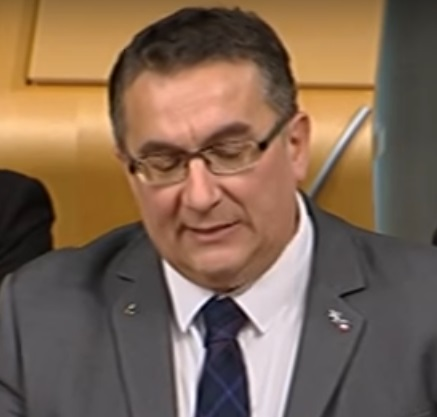
Christian Allard, 2016

Christian Allard (* 31. März 1964 in Dijon) ist ein französisch-schottischer Politiker der Scottish National Party. Von 2013 bis 2016 war Allard Mitglied des schottischen Parlaments. Ab der Europawahl 2019 bis zum 31. Januar 2020 war er Mitglied des Europäischen Parlaments als Teil der Fraktion Die Grünen/EFA.

## Leben
Allard entstammt einem bäuerlichen Umfeld nahe dem französischen Dijon. Nach Abschluss einer weiterführenden Schule zog Allard nahm er eine Tätigkeit im Fischereiwesen an.
1986 zog Allard nach Schottland, um dort für das European Seafood Transport and Logistics Network einen Standort in Glasgow zu eröffnen. Ab 2011 war Allard in Teilzeit für einen Fischereibetrieb in Aberdeen tätig.
Allard ist Witwer und hat drei Kinder.

## Politik
Christian Allard trat ungefähr 2004 der Scottish National Party (SNP) ein und war seit 2007 als politischer Berater der Partei tätig. Sein Engagement für eine schottische Unabhängigkeit basiert nach eigenen Angaben vor allem auf seinen Erfahrungen im Fischereiwesen.
Allard arbeitete in Teilzeit für den schottischen Abgeordneten Dennis Robertson und unterstützte diesen 2011 bei der Wahl zum Abgeordneten des schottischen Parlaments im Wahlkreis Aberdeenshire West.
Nach dem Tod des Abgeordneten Brian Adam im Wahlkreis Aberdeen Donside war eine Nachwahl erforderlich. Zu dieser trat Mark McDonald für die SNP an, der zuvor ein Listenmandat der Wahlregion North East Scotland hielt. Um zur Wahl antreten zu können, musste er dieses niederlegen, womit Allard, der nächste Kandidat auf der Wahlliste, nachrückte. Allard gewann die Wahl deutlich mit 41,98 Prozent der Wählerstimmen. Am 15. Mai 2013 wurde Allard im Parlament vereidigt. Er leistete den Eid sowohl in englischer als auch in französischer Sprache; ein Novum im schottischen Parlament.
Bei der regulären Wahl zum Schottischen Parlament 2016 kandidierte Allard als Listen- und nicht als Direktkandidat, gewann jedoch aufgrund der Besonderheiten des schottischen Wahlsystems kein Mandat. Bei der Wahl zum Gemeinderat von Aberdeen im Jahr 2017 gewann er ein Mandat und ist seitdem Mitglied dessen.
2019 nominierte seine Partei ihn für die Europawahl 2019 auf den zweiten Listenplatz der Partei im britischen Europawahlkreis Schottland. Seine Partei holte mit 37,8 Prozent der Stimmen drei Mandate im Wahlkreis, eines für Allard. Allard trat, wie alle SNP-Abgeordneten, der Fraktion Die Grünen/EFA bei, der nicht nur Parteien der Europäischen Grünen Partei, sondern auch der regionalistischen Europäischen Freien Allianz angehören. Zu letzterer gehört auch die Scottish National Party. Für seine Fraktion war Allard Mitglied im Fischereiausschuss sowie stellvertretendes Mitglied im Ausschuss für Binnenmarkt und Verbraucherschutz. Im Rahmen des Austritts des Vereinigten Königreichs aus der Europäischen Union verließ Allard das Europäische Parlament zum 31. Januar 2020.